# Culex quinquefasciatus
Culex quinquefasciatus là một loài côn trùng. Chúng thích hút máu người. Chúng vào nhà ở lúc tối và vào đông nhất lúc nửa đêm. Ban ngày chúng nghỉ ở quần áo treo, dưới bàn ghế, góc tối. Chúng là động vật trung gian di truyền của Wuchereria bancrofti (một loài giun tròn), avian malaria (một bệnh ký sinh ở chim) và các virus như viêm não Thánh Louis, viêm não ngựa miền Tây, Virus Zika, virus Tây sông Nile.

## Hình ảnh

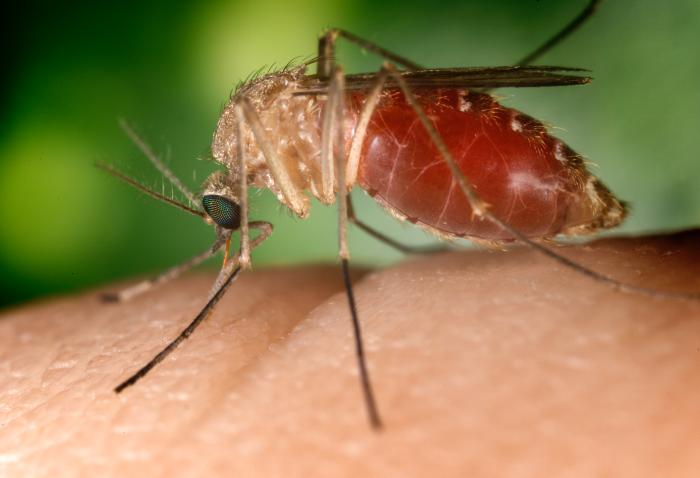